# ベネディクト・アーノルドのケベック遠征

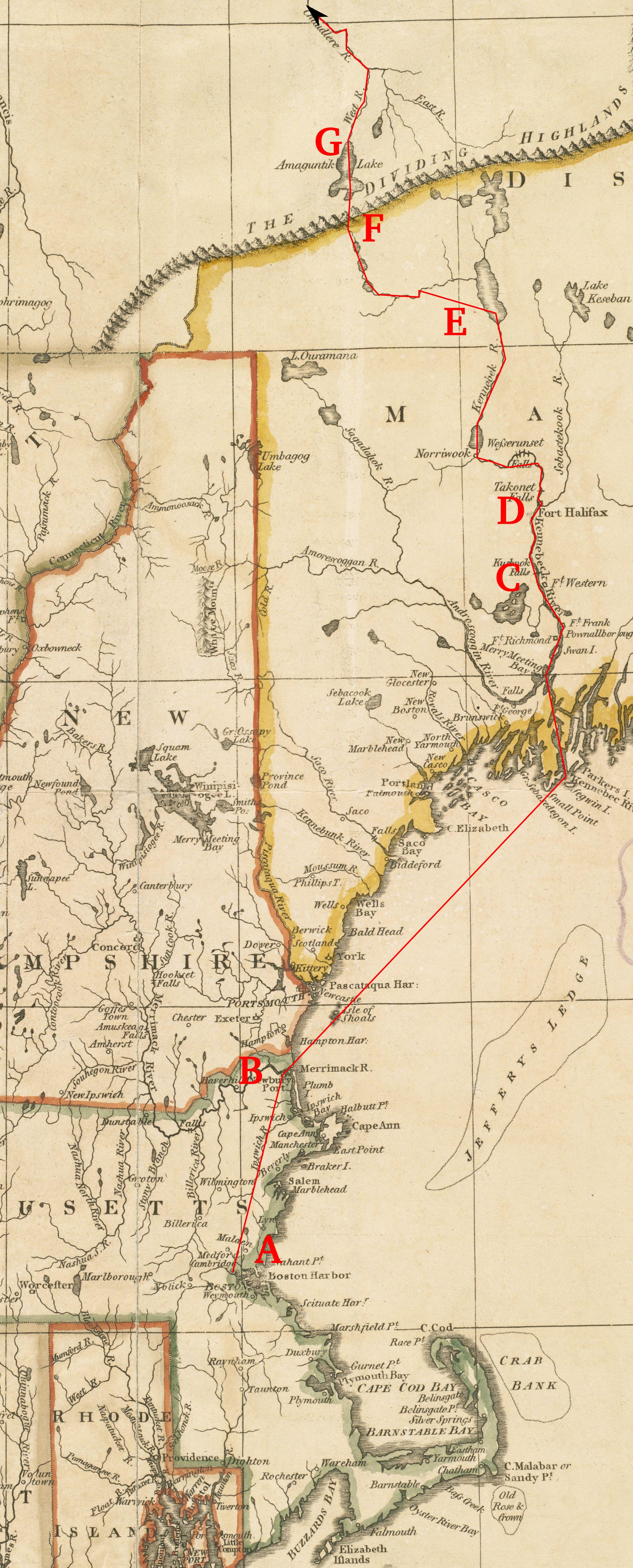
アーノルドの遠征経路を示した1795年の地図:
- A: ケンブリッジ
- B: ニューバリーポート
- C: ウエスタン砦
- D: ハリファクス砦
- E: グレート・キャリング・プレス
- F: 高台
- G: メガンティク湖
この地図では、高台やメガンティク湖の付近が不正確である。

ベネディクト・アーノルドのケベック遠征（ベネディクト・アーノルドのケベックえんせい、英 Benedict Arnold's expedition to Quebec、仏 Expédition de Benedict Arnold au Québec）は、1775年に、アメリカ大陸軍のカナダ侵攻の一環として行われた遠征である。ベネディクト・アーノルドを総司令官として、マサチューセッツ湾直轄植民地からケベックまで、荒野を横切っての遠征であった。
1775年9月、アメリカ独立戦争の初期に、大陸軍の大佐ベネディクト・アーノルドは、1,100人の兵を連れてマサチューセッツのケンブリッジを出発し。ケベックへ向かった。この遠征は、イギリス領ケベック侵攻の、両面作戦の一つで、現在のメイン州の荒野を横切っての遠征だった。もう一つの遠征は、リチャード・モントゴメリーによる、シャンプラン湖からの侵攻だった。
遠征隊が、13植民地最後の主な交易所であるメインの交易所を発つや否や、予期せぬ問題がふりかかって来た。連水経路の上流にあるケネベック川が難所であることが判明し、ボート（バトー）の底からひんぱんに水が漏って、火薬が湿り、食糧も駄目になった。一行が、ケネベック川とショーディエール川の間の高台に着く前に、3分の1以上の兵が引き返した。高台の両側は、湖や川が入り混じって沼地のようになっており、悪天候の中、不正確な地図を頼りにここを横切るのは至難の業だった。多くの兵が、急流の中でバトーを操るには経験不足で、流れの速いショーディエール川経由でセントローレンス川に下る中、さらに多くのバトーと物資が、大きな損害を受けることになった。
アーノルドは、11月には、セントローレンス川上流のフランス植民地に到着していたが、兵は600人にまで減って、しかも食糧が底をついていた。彼らは約350マイルを、ずさんな地図をもとに、予定していた距離の2倍を歩いた。その土地の、フランス系カナダ人の援助を受けて、アーノルドの部隊は、11月13日から11月14日にかけて、セントローレンス川を渡り、ケベックの包囲戦を行おうとしたが、これはうまく行かなかった。このためアーノルドは、モントゴメリーがケベックに攻撃を仕掛けるまで、ポワントートランブルに退いていた。一方でアーノルドはこの遠征の功績を認められ、准将に昇進した。
アーノルドのメイン北部への経路については、アメリカ合衆国国家歴史登録財に「アーノルドのケベックへの道」（Arnold Trail to Quebec）としてリストアップされており、この周辺の地域には、遠征に参加した者の名を冠した場所がいくつか見られる。

## 遠征に至るまで

大陸軍のカナダ侵攻経路

1775年の5月10日、アメリカ独立戦争が始まって間もないころ、ベネディクト・アーノルドとイーサン・アレンは、ニューヨーク植民地の、シャンプラン湖に面したタイコンデロガ砦に兵を率いて遠征した。2人は、ケベックの防御が手薄なことに気がついた、全域で600人ほどの正規兵しかいなかった。アーノルドは、独立戦争の前にケベックで商売をしており、また、フランス系カナダ人が、植民地軍への参加に肯定的であるという諜報を得ていた。
アーノルドとアレンは、第二回大陸会議で、ケベックをイギリスから奪うことはできるし、また奪うべきであるだと議論し、イギリスが、シャンプラン湖を南下してハドソン・リバー・バレーへ攻撃する場合、ケベックを拠点にするであろうと指摘した。議会はケベックに対しては何も警告したがらず、この議論を却下した。1775年7月、ケベックが、イギリスのアメリカ攻撃の拠点になるのではという懸念のさなか、2人は立場を変え、シャンプラン湖を経由してのケベック侵攻を正当とし、この役目をニューヨークの将軍フィリップ・スカイラーに割り当てた。

## 計画

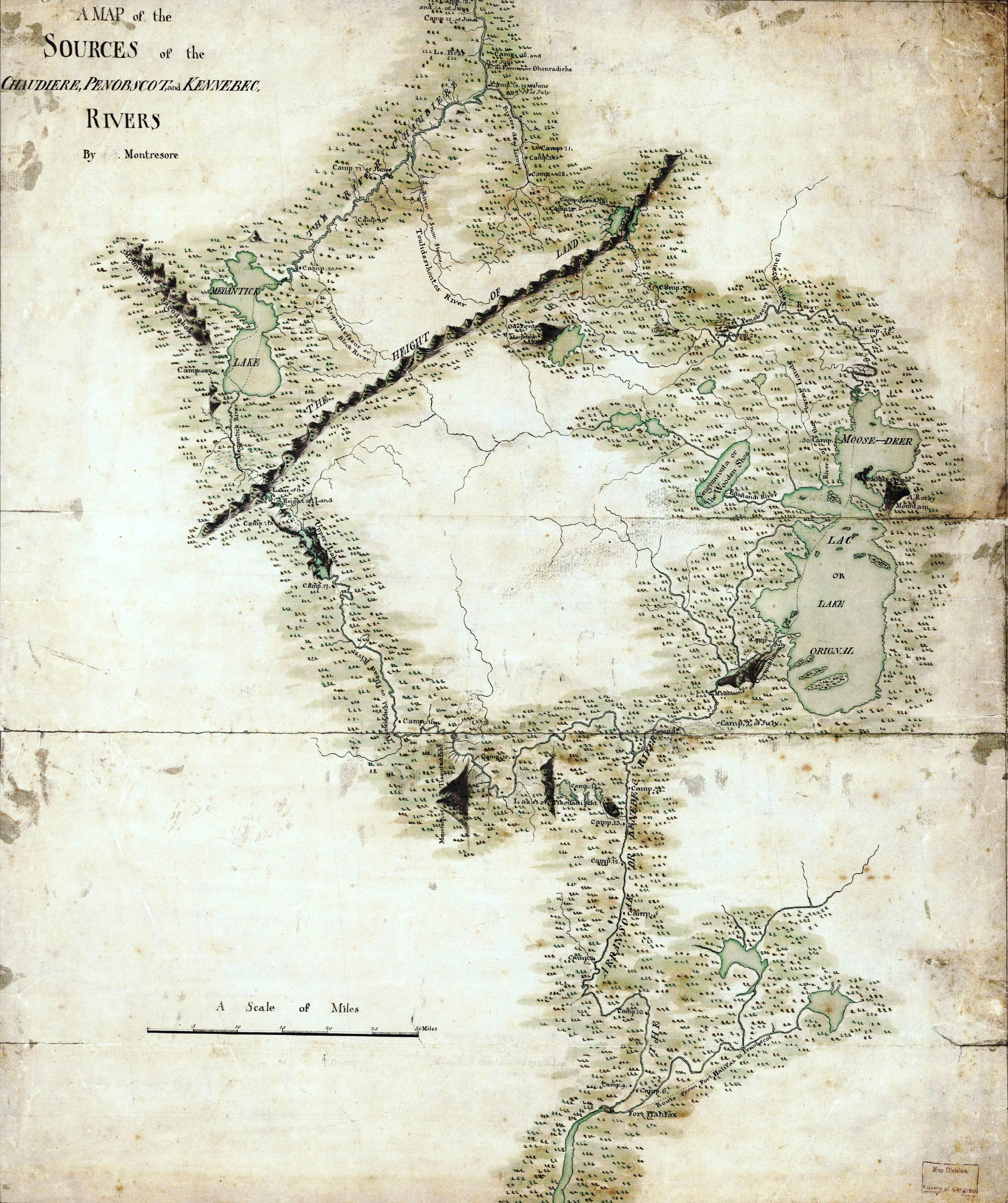
アーノルドが参考にした、イギリスの技師ジョン・モントレザーの1760年の地図

アーノルドは、侵攻軍の指揮を望んでおり、スカイラーとは別の形で、何とかケベックに接近することを決意した。1775年の8月の始め、彼はマサチューセッツのケンブリッジへ行き、ジョージ・ワシントンに、ケベックを標的にした、東部からのもう一つの侵攻の話を持ちかけた 。ワシントンはこの話に大筋では賛成したが、8月20日にスカイラーに知らせを送り、彼の任務にも後押しをしておいた。というのも、この2つの軍それぞれに同等に渡り合っておく必要があったからだ。
アーノルドの計画は、マサチューセッツのニューバリーポートから海岸線に沿って航海をし、ケネベック川をウエスタン砦（現メイン州オーガスタ）まで上るのが前提条件だった。その砦から、底の浅い河川用ボート（バトー）に乗ってケネベック川を上り続け、メガンティク湖までの高台を横切り、ショーディエール川を下ってケベック到着というものだった。この行程は180マイル（290キロ）と予想しており、ウエスタン砦からケベックまで20日かかると見ていた。しかし実際のところ、この経路については殆ど知られていなかった。アーノルドは、1760年と翌1761年に、イギリスの技師であるジョン・モントレザーの手になる地図と日誌を入手したが、この地図に描かれた情報はあまり正確でなく、そして、アーノルドは地図に間違いがあること、細かい部分が故意に動かされている、またはぼやかされているなどとは知らずにいた。
ワシントンは、アーノルドを、メインのガーディナーズトンの造船技師で、当時ケンブリッジに滞在していたルーベン・コルバーンに紹介した。コルバーンはアーノルドに援助を申し出、アーノルドは、経路に関しての詳しい情報を依頼した。情報とは、イギリス海軍の潜在的な脅威であるとか、インディアンの感情、物資の供給を行うのにいい機会はいつか、そして、今後集まるであろう遠征隊の人数に、に十分なボート（バトー）が出来上がるまでどの位かかるかといったことだった 。コルバーンは、この依頼に応えるため、8月21日にメインに戻った。コルバーンはガーディナーズトンの測量士、サミュエル・グッドウィンに、地図をアーノルドに用立てしてくれるよう頼んだ。グッドウィンは、王党派に共感していることで知られており、アーノルドに、道路も距離も、その他の重要事項も不正確に描かれたのを渡した。
9月2日、ワシントンは、8月20日にスカイラーに出した手紙の返事を受け取った。スカイラーは提案に同意しており、ワシントンとアーノルドは、直ちに兵の徴集と、物資の注文に取りかかった。

### 出発に向けての徴兵と準備
この年の6月にバンカーヒルの戦いが終わってから、ボストンでの戦闘はほとんどなくなり、ボストン包囲戦に参加した多くの駐留兵たちは、駐屯生活にうんざりし、しきりに実戦を求めていた 。アーノルドは、遠征を彼らに持ちかけ、関心を持った多くの者たちから、750人を選んだ。この大部分が2つの大隊に分けられた。1つは中佐のロジャー・エノス、もう1つはやはり中佐のクリストファー・グリーンが指揮を執った。あとの者は、ダニエル・モーガン率いる3つ目の大隊に配属になった。この大隊には、250人規模の小隊が3つあって、その小隊には、バージニアと、ペンシルベニアライフル連隊の、大陸軍ライフル兵がいた。この、バージニアとペンシルベニアの荒野出身の開拓者たちには、包囲戦より原野での戦いの方がふさわしく、また彼らは、ボストンの外ではいざこざを起こしっぱなしだった 。遠征軍は総勢1,100人となり、義勇兵の中には、この後の独立戦争中、そして戦争後になって頭角をあらわしてくるアーロン・バー、リターン・J・メイグス、ヘンリー・ディアボーン、そしてジョン・ジョセフ・ヘンリーのような軍人がいた。
ワシントンとアーノルドは、かつてセントローレンス川近くで、アーノルドの軍がカナダ兵から受けたのと同じ成果（あるいはその逆）を得るために、インディアンの協力を仰ぐべきかで考え込んだ。8月30日、ワシントンはスカイラーに手紙を送り、アベナキ族の族長との会合についてこう書いた「（族長は）カナダのインディアンは一般に、我々のやり方に賛同していると言っている。フランス系カナダ人も然りである。我々に盾突くことはしないと彼らは決意している。」 そして4人のアベナキ族が、斥候そして案内役として、遠征に同行することになった。

## 出発

### ケンブリッジからウエスタン砦へ

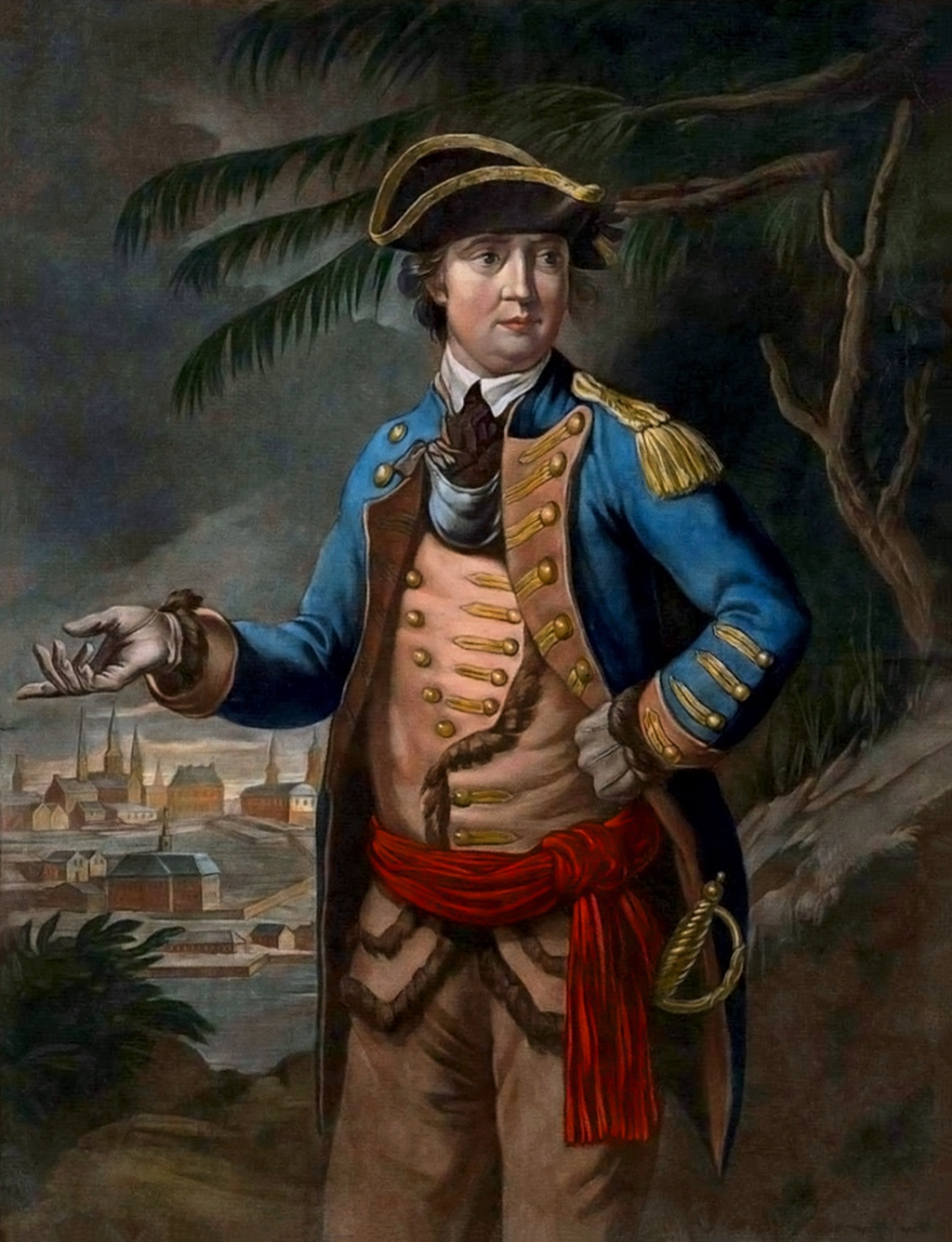
軍服姿のベネディクト・アーノルド（1776年）

9月2日、将軍スカイラーの遠征への同意を知ると、さっそくアーノルドは、ニューバリーポートの知人である、商人のナサニエル・トレーシーに手紙を書いた。彼は、トレーシーに、遠征隊をメインに送るのに十分な船を、当該海域を巡航しているイギリス軍に気づかれることなく回してほしいと頼んだのである。航海は、遠征の中でも最も危険であると、アーノルドもワシントンも見ていた、その当時、イギリスの巡航船が、アメリカの船を妨害してかなりの効果を挙げていたからである。
9月11日、遠征隊はケンブリッジを発って、ニューバリーポートまで進軍した。最初に発った部隊の多くは地元出身の兵で占められており、おかげでアーノルドにも時間的余裕があり、兵たちも、出発前に家族に会うことができた。最後の部隊は、13日に出発した。アーノルドは15日に、ケンブリッジからニューバリーポートまで、最終的な物資の購入をすませてから、馬で出発した。
向かい風と霧の為、遠征隊のニューバリーポートからの出発は、9月19日にやっと可能になった。半日かかってケネベック川の河口に着き、翌日と翌々日、河口近くの水路を通り抜けて、川を上って行った 。9月22日にガーディナーズトンに着き、数日間滞在して物資を調達し、この後の遠征に使うバトーを準備した。アーノルドは、コルバーンの急ごしらえのバトーを点検して、これは面倒なことになりそうだと思った。バトーは「造りが良くなく」「指示したのより小さかった」のである。コルバーンと職人たちとは、それから3日をかけて追加のバトーを作った。

トマス・ゲイジ

アーノルドの遠征隊は、イギリス軍からは常に監視されていた。将軍トマス・ゲイジは、アーノルドの隊が「ニューバリーポート経由でカナダに行く」ことに気づいていたが、彼らの目標は、その時点で事実上無防備だったノバスコシアだと思っていた 。ノバスコシア総督のフランシス・レジェは、戦争法を布告し、10月17日に、イギリスに、植民地軍の行動はいんちきであったという噂を盛り込んだ手紙を送った。やがてイギリス海軍提督のサミュエル・グレーヴズは、アーノルドの行動についての諜報を得た。10月18日時点の情報で、植民地軍の遠征隊が「ケネベック川を上った、通常これはケベックを目指していると思われる」。

### 偵察行動
遠征隊の輸送船が到着したため、アーノルドは、出来上がったバトーで、ケネベック川を10マイル（16キロ）進んでいた何人かの兵をウエスタン砦に派遣し、また、別の兵たちを、ケネベック川を45マイル（72キロ）上ったところにある、ハリファクス砦に徒歩で向かわせた。バトーがすべて出来上がるのを待っていたアーノルドに、斥候が知らせを持ってきた。コルバーンが、遠征隊が予定している経路を偵察するため送り込まれたということだった。この報告には流言飛語が混じっており、その流言飛語は、ショーディエール川に面したフランス植民地最南端の、モホーク族部隊からのものだった。おおもとは、ノリッジウォックのインディアン、ナタニスが流したもので、このナタニスは、ケベック総督のガイ・カールトンのスパイだと信じられていた。アーノルドはこの報告を無視した。
アーノルドと大部分の兵たちは、9月23日までにウエスタン砦に着いた。その日、アーノルドは2つの小部隊を送りだした。ひとつは、ペンシルベニアの大佐アーチボルド・スティールの部隊で、メガンティク湖まで行って諜報を得るように指示を受けた。2つ目は、大佐のチャーチの部隊で、土地のインディアンからはグレート・キャリング・プレスとして知られている、デッド・リバーまでの道の測量をするように言われていた。隊列が毎日どのくらいの距離を行くべきか、より十分に見積もるためであった。

## 出発直後の問題

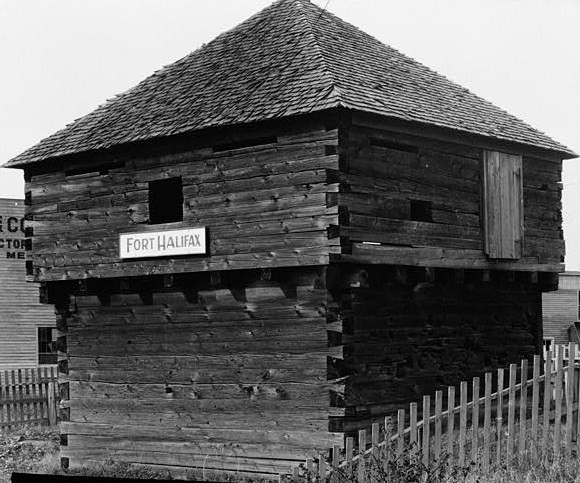
ハリファクス砦（1936年撮影）

9月25日、遠征隊のすべてがウエスタン砦を出発した 。モーガンのライフル隊が先導し、必要に応じて地面に銃を連射して道を作った コルバーンとボート職人たちはしんがりを進んでおり、必要とあらばすぐ修理できるようにしていた。モーガン隊の仕事は道を切り開くことなので、相対的に足取りが軽かったが、最後列のエノス隊は、物資の大半を運搬していた 。遠征隊は2日目に、最初の目的地であるハリファクス砦に着いた。この砦はフレンチ・インディアン戦争の史跡で、半ば朽ち果てていた。ウエスタン砦からここまでは、でこぼこした道が通じていた。ウエスタン砦からバトーを使うと、すぐ上流の滝のあたりで、陸路を行くことになり、荷物を積み替えねばならないので、それよりは地上を運搬した方が良かった。アーノルドは、重いバトーよりは、軽いカヌーを使うことにした。経路に沿っての動きが、よりすばやくできると思われたからだった。
10月2日、アーノルドは、ノリッジウォックに着いた。ケネベック川流域は、ここが最後だった。しかしこの、遠征が始まって間もない時期に早くも問題が持ち上がった。バトーが水漏れして、食糧が台無しになり、修理が絶えず必要になった。兵たちもびしょぬれだった。水漏れに加え、重いバトーを上流まで引っ張らなければならなかったからだ。気温が氷点下まで下がり始め、風邪や赤痢が蔓延するようになり、このため遠征隊の実働人員が少なくなっていった。
ノリッジウォックの滝から、1マイル（1.6キロ）ほど行ったところに、地元の住民が牛を提供しており、その援助で物資の運搬が成し遂げられそうだったが、すべてが終わるのには1週間かかった。アーノルドはそのため、10月9日までノリッジウォックにとどまった。コルバーンの職人たちは、この期間を利用してバトーの修理をした。10月11日に、殆どの遠征隊がグレート・キャリング・プレスに着き、アーノルドも翌日に着いた。遠征が延びた上に大雨で、連水経路がおそろしくぬかるんで、運搬が難しくなるという、災難続きだった。

## 遠征

### グレート・キャリング・プレス

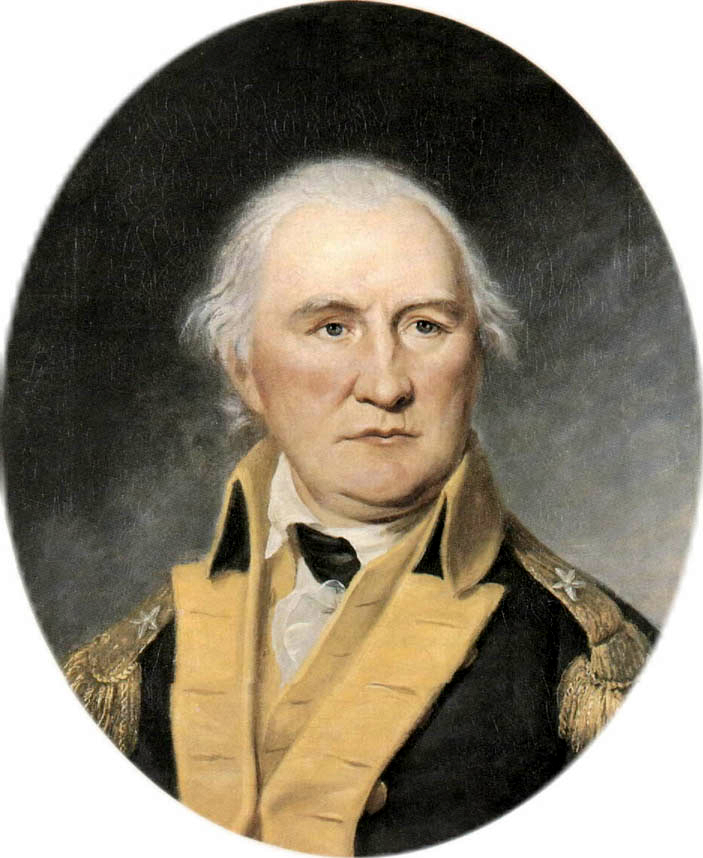
ダニエル・モーガン、肩章に星が1つ入った准将の制服を着ている。　チャールズ・ウィルソン・ピール作

グレート・キャリング・プレスは12マイル（19キロ）のでこぼこした道で、遠征隊がたどるべきケネベック川支流のデッド・リバーの、航行できない部分を迂回する運水経路だった。この道は起伏が激しく、高いところでは1,000フィート（305メートル）もあり、道に沿って3つの池があった 。測量隊の隊長であるチャーチは、この経路を「よくない道だが、よくなる可能性はある」と書き、幾分前向きな評価を下している。
遠征本隊の前衛であるモーガン隊は、最初の池に向かって進んでくるスティールの偵察部隊と出会った。この部隊は、デッド・リバーの上流にある高台での偵察行動をうまくやっていたが、兵たちがかなり腹をすかせていた。遠征隊の食糧が枯渇しており、蛋白質の豊富な魚や、ヘラジカや、カモを主につかまえて、どうにか食物を調達していた 。遠征が進むに連れ、多くの兵が、野生動物や魚を捕えて、自分たちの乏しい食糧を補い続けた。
遠征経路に関しては、チャーチの記述に、大雨と、最初の池と次の池の間の沼沢地について、説明しそこねたとある。雨や雪どけ水のため、長い道を行くのに時間がかかり、倒木で一人の兵が犠牲になった。この遠征初の死者だった。また、一部の兵は、塩分を含んだ水を飲んでひどく体調を崩し、アーノルドは、第2の池の場所に、病人のための避難所を作らざるを得なくなった。そして何人かの兵をハリファクス砦にやり、砦に蓄えてあった物資を取りに行かせた。
先に出発した大隊2つは、10月13日、ついにデッド・リバーに到着した。3日後にアーノルドも到着した。この場所から、アーノルドは、遠征の進行状況について、ワシントンやモントゴメリーに何度も手紙を送った。モントゴメリーに届くはずだった手紙の一部は、横取りされ、ケベック副総督のエクトール・テオフィルス・ド・クラマエに送られた。この手紙により、ケベックは、遠征が進行中であることを初めて知った。アーノルドはまたも測量隊を派遣した、今回の仕事は、メガンティク湖への経路を地図に記すことだった。

### デッド・リバー
デッドリバーを上るのにはひどく時間がかかった。「死の川」という名、恐らくは、流れのことを指しているのであろうその名に反して、この川の流れは非常に速く、兵たちは、船を漕ぐのも流れに竿さすのも困難であった。水漏れのするバトーで食糧が損なわれ、アーノルドは兵たちの食事を半分に減らさざるを得なかった。そして10月19日、雨が降り始め、激しい雨の中、デッド・リバーは増水し始めた。そして10月22日の早朝、目を覚ました兵たちは、デッド・リバーの水かさが増し、野営地が浸水しているのを目の当たりにし、このため高台へ避難しなければならなかった。太陽が昇った時には、彼らの周囲は水没していた。
その日の大部分は、水が干上がるのを待って過ごし、10月23日に遠征隊は出発した。デッドリバーを発つ際に、兵が何人か、満潮で水位が高くなっているのに振り回され、間違って支流を上ってしまい、貴重な時間が失われた。そのすぐ後に7隻のバトーがひっくり返り、積んでいた食糧が駄目になった。こういった事故のため、アーノルドは引き返すことをも考慮に入れ、作戦会議で、側近の士官を呼び集め、ひどい状況下ではあるが、遠征は続けるべきであるとの意図を明らかにした。士官たちも同意し、ショーディエール川沿いのフランス植民地に向け、極力脚を速めている先発隊に交渉して、物資を持ち帰るように働きかけた。病人や体力の落ちた者は、メインに退却させることにした。
遠征に戻って来た中佐のグリーンと兵たちはひどく空腹だった。小麦粉を少し、そしてろうそくの蝋と靴の皮とで乏しい食糧を補っていたのだ。グリーンはアーノルドに追いつこうとしたが、アーノルドがかなり先を行っていたためそれは不可能だった。彼らが野営地に戻った時、エノスも到着して、この両部隊だけで作戦会議を行った。エノスの士官たちは、アーノルドの、前進しようという直近の命令にもかかわらず、引き返したいという思いで一致団結していた。この時、エノスは続行支持の、均衡破りの1票を投じたが、会議後の士官たちとの会合では、彼らがあまりにも引き返すことにこだわるため、エノスもそれに同意し、引き返すことにした。グリーンの兵たちに食糧を分けた後、エノスと450人の部隊は来た道を戻って行った。
|  |  |

### メガンティク湖

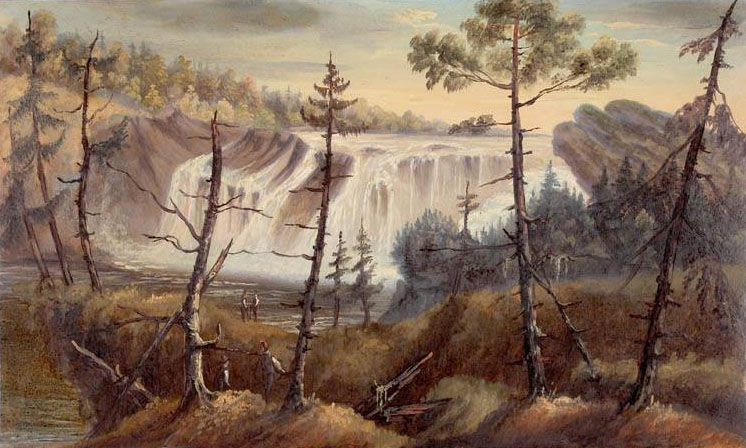
ショーディエールの滝
ジョゼフ・レガーレ作

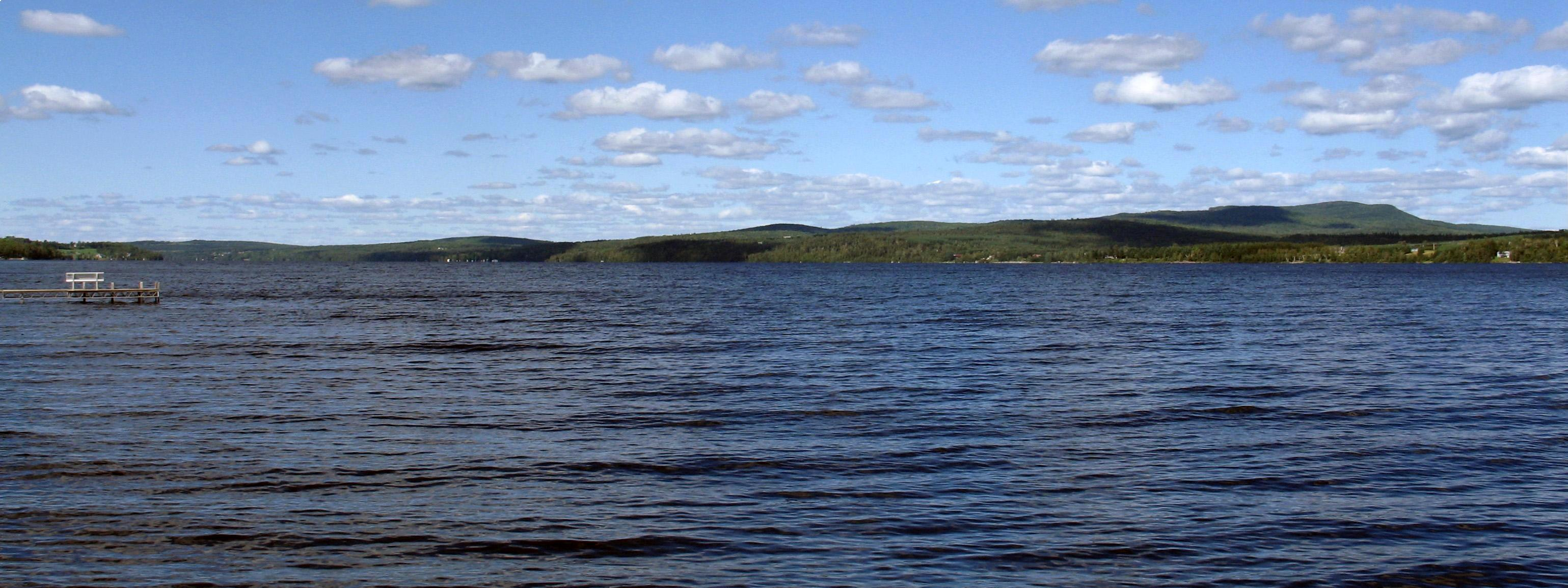
メガンティク湖

遠征隊が高台に着いた時、地図の不正確さの影響が如何に大きいかを思い知らされた。先発隊の一部は沼地で道に迷ったが、その沼地は地図には記載されておらず、メガンティク湖到着がそれで遅れた。（上記地図の、スパイダー湖の周囲の部分）この一部の兵たちは、10月25日に高台に着き、それから2日たってメガンティク湖に到着した。10月28日、先発隊はショードール川上流を下ったが、この川にあるいくつかの滝の上の岩に、3隻のバトーがぶつかってひっくり返り、こわれた。翌日彼らはペノブスコット族のインディアンに遭遇した。インディアンたちは、自分たちはそう遠くないサルティガンに住んでいると言った。そこは、ショーディエール川に沿ったフランス植民地の最南端だった。
メガンティク湖に到着したアーノルドは、後発の2部隊に兵をやって、湖の上部にある沼地の通り抜け方を教えた。しかしながら、後発隊への知らせに描いた道は、不正確な地図の情報をもとにしたため、アーノルド自身もその道を見ていなかった。その結果、大部分の部隊は、10月31日にショーディエールの滝に着いたが、一部の部隊は、その時すでに沼地で迷っていて、そこを通り抜けるのに2日かかった 。進軍のさなか、大尉のヘンリー・ディアボーンの犬が兵たちの食糧となった。ディアボーンの日記にこう記されている「皆は犬のすべてを、内臓までも食べてしまった。そして食事の後、彼らは骨を集めてつき砕き、それでスープを作って別の食事にした」。

## ケベック到着
10月30日、アーノルドは初めて地元の住民と接触した。彼らは遠征隊の窮状に同情的で、食物をくれたり、病人の面倒を見てくれたりした。協力に対して報酬を受け取る者もいたが、受け取らない者もいた 。アーノルドは、ワシントンが書いた手紙の写しを何部も配り、地元の人々とその財産、そして宗教に敬意を払うので、遠征隊の力になってほしいとアビタン（セントローレンス川流域のフランス系住民）に頼んだ。ポワント＝レビに住むジャック・パランというフランス系カナダ人が、アーノルドに、副総督のクラマエが、遠征隊の手紙を横取りした後に、セントローレンス川の南岸のバトーを全部壊すように命令したと伝えた。

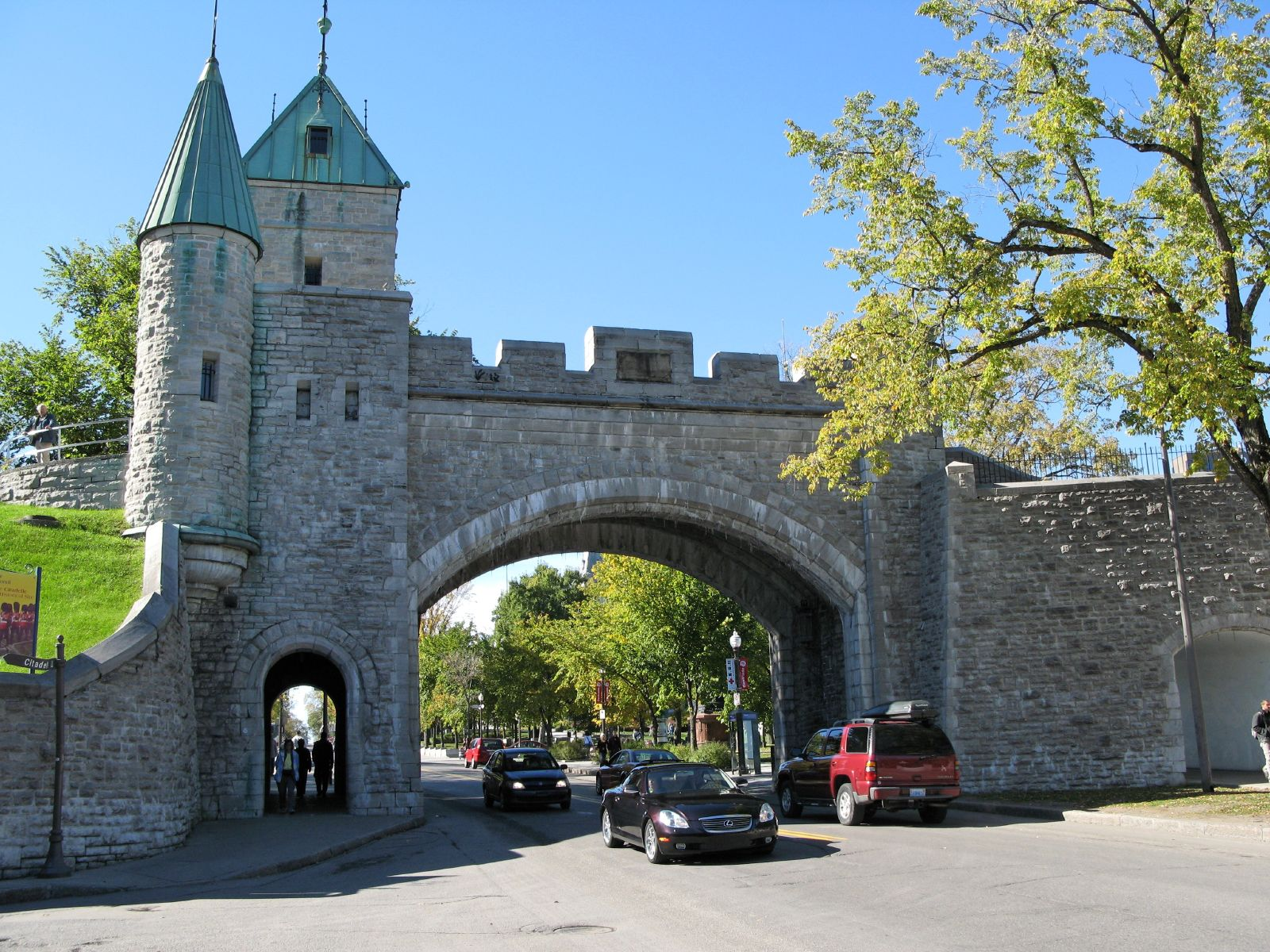
ケベックの城壁

11月9日、遠征隊はついにセントローレンス川のポワント＝レビに着き、ケベックから川を横切った。アーノルドは、出発時1,100人の兵を率いていたが、その数は600人に減っていた。また、歩いた距離は、当初ワシントンと予想していた180マイルではなく、350マイル（560キロ）だった。アーノルドは、ニュージャージー生まれで、ポワント＝レビの近くで製粉所を経営しているジョン・ハルステッドから、伝令が逮捕されて手紙が何通か横取りされていたことを知った。ハルステッドは、セントローレンス川の運航も切り盛りしており、アーノルドの兵の何人かはアビタンや、地元のサンフランシスのインディアンからカヌーを購入し、ショーディエールから製粉所までそのカヌーを運んだ 。悪天候から3日経った11月13日から14日の夜、1マイル（1.6キロ）も幅のあるセントローレンス川に停泊中の、2隻の恐らくイギリス軍艦ハンターとリザードの間を進んでいた時、この2隻は、アーノルドの兵たちのような航行を取り締まるべく、警備を強化していた。

### 戦闘準備
その当時ケベックは、中佐のアラン・マクリーンの指揮の下、第84歩兵連隊の兵が150人、そして500人ばかりの寄せ集めのような民兵と、2隻の軍艦からの海兵隊員400人とで警備が固められていた。アーノルドと部隊は、11月14日にようやくエイブラハム平原に到着し、そこから使者に白旗を持たせて降伏しようとしたが、何の役にも立たなかった。大陸軍は大砲も他の野砲も、どうにか戦争を起こせそうなものは一切持ち合わせずに、要塞都市ケベックに向き合ったのだった。11月19日、ケベックからのソーティ（包囲されている側の軍、ここではイギリス軍の出撃）の準備があると耳にしたアーノルドは、ポワントートランブルに退いて、モンゴメリー軍を待つことにした。モンゴメリーはモントリオールを攻略したばかりだった。
12月3日にモントゴメリーはポワントートランブルに着き、アーノルドの軍も合流してケベックに戻り、包囲戦に入った。この包囲戦は、最終的には、12月31日の襲撃となった。これは大陸軍に壊滅的な敗北をもたらした。モントゴメリーは戦死し、アーノルドは負傷し、そしてダニエル・モーガンは、350人以上の兵と共に捕虜になった。アーノルドは、この戦いが終わってはじめて、自分がこの遠征の功績で准将に昇進していたのを知った。

## その後のアーノルドと遠征隊員

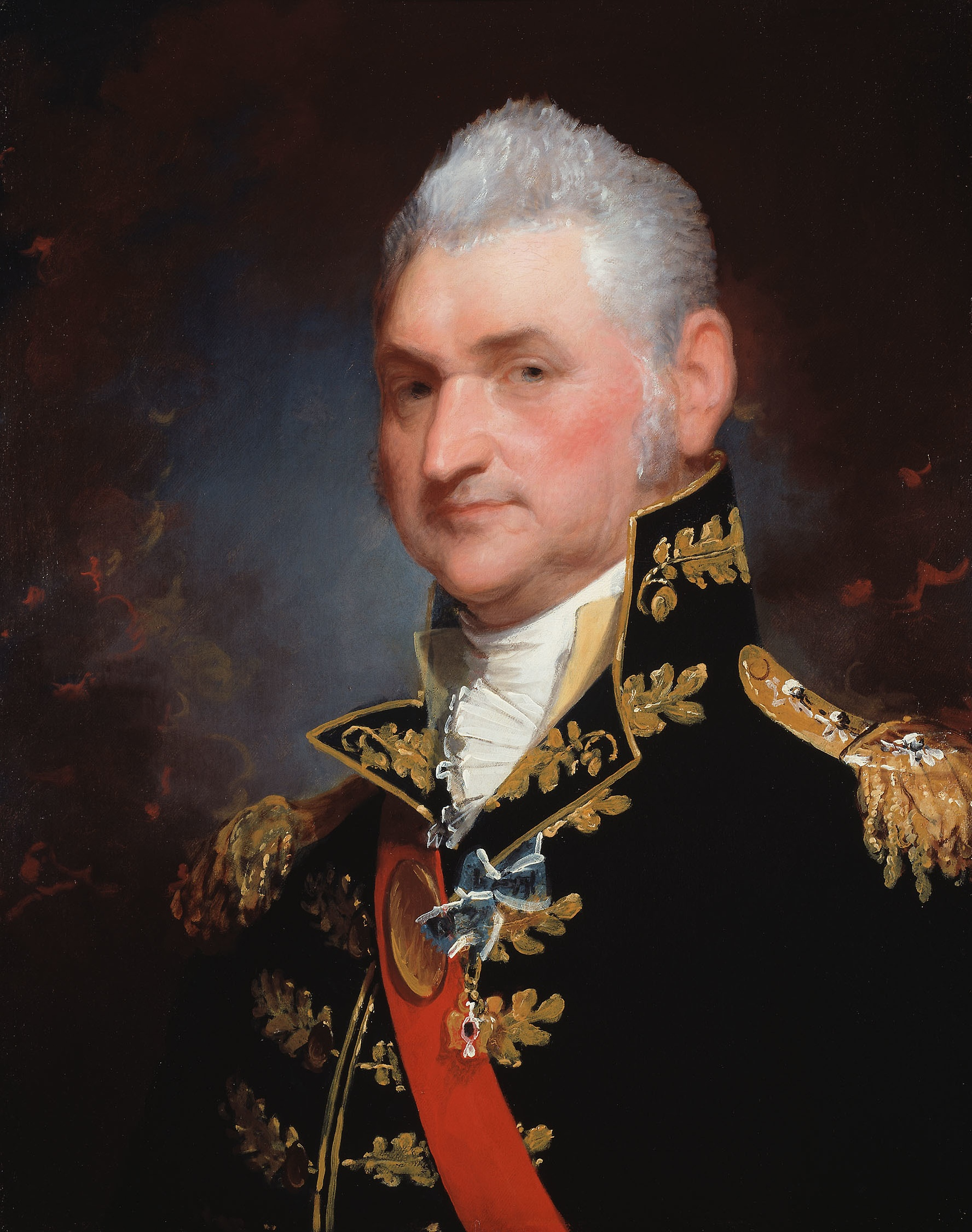
ヘンリー・ディアボーン

カナダ侵攻は、1776年春から夏にかけての、大陸軍のタイコンデロガ砦への退却で幕を閉じた。この砦はモントゴメリーの出発点であった。退却の最後の方で、アーノルドは抜かりなく後衛の指揮を執り、ハドソン川へのイギリス軍の接近をかなり遅らせることができた。
ロジャー・エノスと彼の部隊は、1775年11月の末にケンブリッジに戻った。エノスはただちに「許可もなく指揮官としての役目を下りた」件で軍法会議にかけられた 。無罪になったものの、宿営地ではいい待遇は受けず、そのすぐ後で退官し、アメリカ独立戦争で大陸軍として戦うことはなかった 。ルーベン・コルバーンは、アーノルドとワシントンが約束したにもかかわらず、仕事に対する報酬が払われず、この遠征で経済的損失をこうむった。
ヘンリー・ディアボーンは、アメリカ独立戦争の後ケネベック川の流域に居を構え、トマス・ジェファソンから陸軍長官に任命される前は、この地域からアメリカ議会選挙に出馬した。遠征の間、多くの日誌をつけた一人である兵士サイモン・フォーブズは、ケベックの戦いで捕囚されたが、仲間2人と1776年8月に脱走した。そして、この遠征を違った方向から、不十分な資料を頼りにもういちどなぞってみた。アーノルドの遠征隊が道中廃棄した道具よりも、もっといい道具を使い、天候にも恵まれたため、彼らは9月末にはマサチューセッツウースターの自宅近くに着き、最終的にはまた軍に加わった 。シメオン・タイヤーがつけた日誌は、ロードアイランド歴史協会により1867年に出版された、その本は『1775年のカナダ侵攻』という見出しだった。ケベックで捕虜となり、1777年7月1日に捕虜交換が行われて、大陸軍の少佐となった。1777年11月の「ミフリン砦の包囲」で名を高らしめ、前の指揮官が負傷してからは、短期間指揮を執った。

## 伝説
この遠征隊の経路沿いの地理的特徴として、遠征隊に関連のある名前が付けられている箇所が挙げられる。イースト・キャリー・ポンド、ミドル・キャリー・ポンド、そしてウエスト・キャリー・ポンドは、メイン州の連水経路（キャリング・プレス）であるグレート・キャリング・プレスの池の名前である 。アーノルド・ポンドは、高台を横切る前に、デッドリバーに沿って見られる最後の池である 。メイン州のビゲロー山は、アーノルドの士官である少佐ティモシー・ビゲローから取られている。メイン州を横切る経路、大ざっぱに言えば、オーガスタからケベックとの境界に至る道は、1969年に「アーノルドのケベックへの道」として、アメリカ合衆国国家歴史登録財に加えられた。

## 関連書籍
- Bird, Harrison (1968), Attack on Quebec, New York: Oxford University Press, OCLC 440055
- Codman, John (1902), Arnold's Expedition to Quebec, New York: The Macmillan Company, OCLC 1388869
- Hatch, Robert McConnell (1979), Thrust for Canada: The American Attempt on Quebec in 1775–1776, Boston, MA: Houghton Mifflin, ISBN 0-395-27612-8, OCLC 4983081
- Roberts, Kenneth Lewis (1938), March to Quebec: Journals of the Members of Arnold's Expedition, New York: Doubleday & Doran, OCLC 426001